# 이쓰키촌 (야마가타현)
이쓰키촌(斎村)은 야마가타현 히가시타가와군에 설치되었던 촌이다.